# Ion Bressan
Ion Fábio Bressan (Caxias do Sul, 1966) é um maestro, compositor e professor brasileiro.
Iniciou seus estudos musicais em Caxias do Sul, graduou-se em composição pela Universidade Federal do Rio Grande do Sul em 1990, concluindo mestrado em Regência Orquestral e Operística no Conservatório Estatal Rimsky-Korsarkov de São Petersburgo em 1997. Regeu diversas orquestras brasileiras e estrangeiras, foi conselheiro da Fundação Orquestra Sinfônica de Cachoeirinha, e atuou como maestro assistente da Orquestra Sinfônica de Quito, no Equador. Em Caxias do Sul foi diretor artístico do Projeto Mais Música, dedicado à educação musical de jovens, envolvendo a colaboração de vários grupos musicais: a Orquestra Jovem e Coro Infanto-Juvenil Florescer, a Orquestra Jovem e Coro Infanto-Juvenil da Fundação Marcopolo, a Orquestra Sinfônica La Salle, a Orquestra Sinfônica Jovem de Caxias do Sul e o Coro da Faculdade IDEAU.
Foi maestro titular e diretor artístico da Orquestra Sinfônica de Porto Alegre ao longo de quatro anos, e com ela regeu em 2001 a reestreia da ópera Boiúna – A Lenda da Noite, de Walter Schültz Portoalegre, que ficara perdida por quase 50 anos. A ópera foi gravada em CD. Sua partitura só era conhecida em uma redução para piano e foi orquestrada por Bressan. É revisor da Obra Completa de Araújo Vianna e reconstruiu a partitura da ópera Carmela, que também só era conhecida em redução para piano. A montagem foi regida por Bressan, recebeu o prêmio especial do juri do Prêmio Açorianos e foi gravada em CD. Em entrevista para o jornal Extra Classe, disse: "Há uma política da orquestra [OSPA] voltada para esse trabalho de recuperação de obras dos nossos compositores. Trata-se de preservar nossa relação com nossa cultura e nossa história. [...] As obras dos autores brasileiros, que já são pouco tocadas quando estes estão vivos, acabam caindo no esquecimento com a morte deles. É preciso recuperar isso".
Depois mudou-se para Aracaju, onde ocupou a regência da Orquestra Sinfônica de Sergipe, e junto a este grupo fundou a Orquestra Sinfônica Jovem e o Coro Sinfônico, e foi co-fundador da Escola de Ópera. Coordenou o projeto Orquestra Sinfônica Cidade de Aracaju, voltado para a educação musical de alunos de escolas públicas. Também fundou e regeu a Orquestra Sinfônica da Universidade Federal de Sergipe, foi diretor artístico e pedagógico do Projeto Sergipano de Orquestras, mantido pela UFS, fundou e regeu a Orquestra Sinfônica e a Orquestra Preparatória de Itabaiana, e dirigiu a Orquestra Sinfônica Vale do Cotinguiba, coordenando ao mesmo tempo um projeto de educação musical.
Segundo José Carlos Teixeira, secretário da Cultura de Sergipe, Bressan "desenvolve um trabalho gratificante na formação de quadros para orquestra e aperfeiçoamento desses músicos e equipando a orquestra. [...] Eu telefonei para o Brasil inteiro para saber quais maestros de qualidade estavam disponíveis. Foi aí que nasceu Ion Bressan. Ele veio em janeiro [de 2006] e permanece até hoje. [...] A coisa tomou um rumo muito grande e com grandes perspectivas de êxito". Em 2007 recebeu da Câmara de Itabaiana o título de Cidadão Itabaianense, e em 2015 recebeu da Câmara de Aracaju o título de Cidadão Aracajuano, quando foi elogiado pelo vereador Iran Barbosa como "um entusiasta do ensino da música como uma alternativa de formação para a nossa juventude". Aglaé d’Ávila Fontes, presidente da Fundação Cultural Cidade de Aracaju e representante do prefeito na solenidade, disse que "o Título de Cidadania concedido a Bressan foi um acerto, porque, a arte e os que a fazem são ainda muito pouco reconhecidos pela sociedade. [...] As pessoas reconhecem a música e a arte como coisas agradáveis de se ouvir e de se ver, mas não estendem esse reconhecimento àqueles que produzem a arte ou que estão à frente de uma orquestra, por exemplo. Tenho muita admiração pelo maestro Ion Bressan e reputo como muito importante o momento e a iniciativa do vereador Iran Barbosa, de conceder esse título ao maestro".